# Anthony J. Celebrezze junior
Anthony Joseph „Tony“ Celebrezze junior (* 8. September 1941 in Cleveland, Ohio; † 4. Juli 2003 in De Graff, Ohio) war ein US-amerikanischer Jurist und Politiker (Demokratische Partei). Er war von 1979 bis 1983 Secretary of State von Ohio und von 1983 bis 1991 Attorney General von Ohio.

## Frühe Jahre
Anthony Joseph Celebrezze junior, Sohn von Anne M. und Anthony J. Celebrezze, wurde 1941 im Cuyahoga County geboren. Seine Kindheit war vom Zweiten Weltkrieg überschattet. Er war der älteste von drei Kindern. Seine Geschwister waren Jean Ann (Celebrezze) Porto und Susan Marie (Celebrezze) Sullivan. Anthony Joseph Celebrezze junior graduierte an der John Marshall High School in Cleveland. 1963 machte er seinen Abschluss an der United States Naval Academy. Er diente fünf Jahre lang in der US-Navy. Während dieser Zeit wurde ihm die Navy Commendation Medal verliehen. 1974 erhielt er den Juris Doctor von der Cleveland State University.

## Politische Laufbahn
Celebrezze wurde 1974 das erste Mal in den Senat von Ohio gewählt. Er saß dort bis 1978. Während seiner Zeit in der Ohio General Assembly war er für seine Ehrlichkeit und Fairness bekannt. 1978 besiegte er bei der Wahl für das Amt des Secretary of State den republikanischen Amtsinhaber Ted W. Brown. Er bekleidete den Posten von 1979 bis 1983.
1982 kandidierte er für das Amt des Attorney General gegen den Republikaner Charles R. Saxbe, ein Mitglied des Repräsentantenhauses von Ohio. Beide waren Söhne von früheren präsidialen Kabinettsmitgliedern mit gutem Bekanntheitsgrad. Celebrezze besiegte Saxbe bei der Wahl mit einem Vorsprung von beinahe zwei zu eins (2.036.243 zu 1.203.797 Stimmen). Bei seiner Wiederwahl besiegte er 1986 Barry Levey mit 1.821.587 zu 1.222.102 Stimmen. Während seiner Zeit als Attorney General focht Celebrezze einen Rechtsstreit gegen das United States Department of Energy über die nukleare und chemische Belastung an der Fernald-Atomwaffen-Anlage aus, die jahrelang unter dem Deckmantel des Fernald Feed Materials Production Centers im Geheimen lief. Der juristische Sieg gab der Regierung von Ohio das Recht die Reinigung der Anlage zu regulieren.
Celebrezze kandidierte 1990 für das Amt des Gouverneurs von Ohio, um Dick Celeste zu ersetzen, da dieser wegen der Amtszeitbeschränkung nicht für eine dritte aufeinander folgende Amtszeit kandidieren konnte. Als Kandidat für den Posten des Vizegouverneurs wählte Celebrezze den Senator Eugene Branstool, der ein Farmer aus Utica (Ohio) war. Die beiden gewannen leicht die demokratischen Vorwahlen gegenüber Michael Hugh Lord und Judy Wynn Parker mit 683.932 zu 131.564 Stimmen. Bei den Gouverneurswahlen stand Celebrezze dem Republikaner George Voinovich gegenüber, dem Bürgermeister von Cleveland. Dessen Running Mate war Mike DeWine, ein Kongressabgeordneter aus Cedarville (Ohio). Celebrezze verlor die Wahl mit 1.938.103 zu 1.539.416 Stimmen. Einige Analysten schrieben seine Niederlage teilweise seinem viel kritisierten Wechsel von seinen lang vertretenen Anti-Abtreibungsansichten zu einer Abtreibungsbefürworterposition zu. Ferner war die Kombination von Voinovich und DeWine besser geografisch ausgewogen. Während Voinovich die Stimmen im Nordosten von Ohio von Celebrezzes natürlicher Basis wegnahm, sammelte DeWine die Stimmen von den städtischen Gebieten im Südosten sowie den Großräumen Dayton und Cincinnati ein.

## Späte Jahre
Celebrezze wurde 1998 in die Ohio Veterans Hall of Fame aufgenommen. Im April 2001 trat er Kegler Brown Hill & Ritter bei, einer Anwaltskanzlei in Columbus (Ohio). Er verstarb 2003 an den Folgen eines Herzinfarkts, nachdem er den dritten Platz in einem Dwarf Car Autorennen auf der Shadybowl Speedway (Rennstrecke) in De Graff (Ohio) geholt hatte.

## Familie
Celebrezze war mit Louisa Godwin verheiratet. Das Paar hatte fünf gemeinsame Kinder: Anthony J. III, Catherine, Charles, David und Maria. Seine Cousins Frank Celebrezze junior (1928–2010) und James Celebrezze (* 1938) waren beide Richter am Ohio Supreme Court, und sein Cousin Frank D. Celebrezze III. war Richter am Berufungsgericht von Ohio. Sein Onkel war der Richter Frank D. Celebrezze senior (1899–1953).